# Redcar
Redcar este un oraș în comitatul North Yorkshire, regiunea Yorkshire and the Humber, Anglia. Orașul se află în districtul unitar Redcar and Cleveland.